# 日本共産党中央委員会書記局長
日本共産党中央委員会書記局長（にほんきょうさんとうちゅうおういいんかいしょききょくちょう）は、日本共産党中央委員会書記局の責任者で、他党でいう幹事長や書記長に相当する。中央委員会総会で選出され、委員長に次いで党の顔として活動する。
戦後再建された日本共産党には「書記長」が置かれ、中央委員会議長に次ぐ、実務的には党首級のポストであった。1970年の第11回党大会で書記長は廃止され、その権能は新設された中央委員会幹部会委員長と書記局長とに分割された。
不破哲三、志位和夫のように、党外では無名だった若手が抜擢されることもある。将来の党中央指導者の試金石というべきポストでもある。
書記局長が病気療養中の場合などに、臨時の書記局長代行職が置かれることもある（例：筆坂秀世、山下芳生）。

## 日本共産党書記局長一覧
| 代 | 書記局長 | 書記局長 | 在任期間        |
| -- | -------- | -------- | --------------- |
| 1  |          | 不破哲三 | 1970年 - 1982年 |
| 2  |          | 金子満広 | 1982年 - 1990年 |
| 3  |          | 志位和夫 | 1990年 - 2000年 |
| 4  |          | 市田忠義 | 2000年 - 2014年 |
| 5  |          | 山下芳生 | 2014年 - 2016年 |
| 6  |          | 小池晃   | 2016年 -        |